# 冨永哲夫
冨永 哲夫（とみなが てつお、1959年2月10日 - ）は、日本の財務官僚。財務省近畿財務局長や、財務総合政策研究所長、国土交通省政策統括官等を歴任した。

## 人物・経歴
福岡県福岡市出身。ラ・サール高等学校を経て、1982年東京大学法学部第2類（公法コース）卒業、大蔵省入省。証券局総務課配属。大蔵省に内定した際には「僕はボクシング部で入れた」､「大臣官房秘書課の面接の時、“（成績が）随分悪いね” と言われました。“ええ、悪いですけど” と答えて、あとはボクシングの話だけしていました。自分の土俵に引きずりこもうとしたんですが......」と述べている。1983年6月証券局業務課。1984年9月大臣官房調査企画課。1985年7月名古屋国税局調査査察部調査第一部門国税調査官。1986年7月銀行局総務課企画係長。1988年7月大阪国税局伊丹税務署長。
1989年7月大阪国税局総務部総務課長。1991年6月大臣官房文書課長補佐。1992年7月証券取引等監視委員会事務局特別調査課長補佐。1994年7月主計局主計官補佐（総理府第一係主査）。1996年7月主計局付（外務研修）。1997年6月外務省在韓国日本大使館一等書記官。1999年1月外務省在韓国日本大使館参事官。2000年7月大蔵省大臣官房文書課企画調整室長。2002年7月財務省主計局主計企画官（調整担当）。2003年7月内閣官房長官秘書官事務取扱。2005年7月財務省主計局主計官 （公共事業総括、公共事業係担当）。2008年7月4日財務省大臣官房付兼内閣官房内閣参事官（内閣官房副長官補付）兼内閣官房IT担当室員。2010年7月30日内閣府本府行政刷新会議事務局次長。
2012年8月22日財務省理財局次長。2013年6月28日名古屋国税局長。2014年7月4日から近畿財務局長を務め、傘下の近畿財務局で森友学園問題における決裁文書が作成された。
2015年7月7日財務総合政策研究所長。2016年6月17日財務省大臣官房付。2016年6月21日国土交通省政策統括官。2018年7月31日財務省大臣官房付、退官。2019年株式会社ポケモン顧問、三菱地所株式会社顧問、三菱地所レジデンス株式会社監査役、株式会社三菱地所設計監査役。

## 略歴
- 1982年4月　大蔵省入省[2]。証券局総務課配属[5][6]。
- 1983年6月　証券局業務課。
- 1984年9月　大臣官房調査企画課。
- 1985年7月　名古屋国税局調査査察部調査第一部門国税調査官。
- 1986年7月　銀行局総務課企画係長[8]。
- 1987年7月　大阪国税局伊丹税務署長[2]。
- 1989年7月　大阪国税局総務部総務課長。
- 1991年6月　大臣官房文書課長補佐。
- 1992年7月　証券取引等監視委員会事務局特別調査課長補佐。
- 1994年7月　主計局主計官補佐（総理府第一係主査）。
- 1996年7月　主計局付（外務研修）。
- 1997年6月　外務省在韓国日本大使館一等書記官。
- 1999年1月　外務省在韓国日本大使館参事官。
- 2000年7月　大蔵省大臣官房文書課企画調整室長[9]。
- 2002年7月　財務省主計局主計企画官（調整担当）。
- 2003年7月　内閣官房長官秘書官事務取扱。
- 2005年7月　財務省主計局主計官（公共事業総括、公共事業係担当）。
- 2008年7月4日　財務省大臣官房付 兼 内閣官房内閣参事官（内閣官房副長官補付） 兼 内閣官房IT担当室員。
- 2010年7月30日　内閣府本府行政刷新会議事務局次長[2]。
- 2012年8月22日　財務省理財局次長。
- 2013年6月28日　名古屋国税局長[9]。
- 2014年7月4日　近畿財務局長。
- 2015年7月7日　財務総合政策研究所長[1]。
- 2016年6月17日　財務省大臣官房付。
- 2016年6月21日　国土交通省政策統括官。
- 2018年7月31日　財務省大臣官房付、退官。
- 2024年3月28日　日本女子ソフトボールリーグ機構代表理事兼チェアマン。